# سولزا (حيوان)
السولزا (بالإنجليزية: Solza)‏ هو حيوان من سلالة غير مؤكدة عاش منذ حوالي 555 مليون سنة في العصر الإدياكاري.

## الظهور
عُثر على حفريات سولزا مارجريتا في تشكيلات فيرخوفكا (Verkhovka) وزيمنيجوري (Zimnegory) على نهر سولزا وزيمنياي بيرج (شاطئ الشتاء) بمنطقة البحر الأبيض في منطقة أرخانجيلسك، روسيا.

## أصل الكلمة
اشتق اسم الجنس سولزا من نهر سولزا الواقع في شبه جزيرة أونيغا، بالبحر الأبيض، حيث عُثر على العينة النوعية والعينات الأولى. واشتق الاسم النوعي، مارجريتا، من الكلمة اليونانية μαργαριτηζ (مارغريتا)، والتي تعني «اللؤلؤ».

## الوصف
حيوان السولزا على شكل مخروط مائل منخفض بقاعدة على شكل بيضوي في مقطعه العرضي. وتُغطَّى الانطباعات الأحفورية بشبكة من الأخاديد الواسعة عند قمة المخروط وتضيق وتتباين تجاه حواف الحيوان.
وفي الوصف الأولي، تم اقتراح فكرة أن الأخاديد تم تشكيلها بعد الموت فوق تجاويف داخل الجسم أو أنها غطت سطح الجسم خلال فترة حياة الحيوان.
- في القول الأول، فُسرت الأخاديد على أنها أنابيب داخلية في حيوان السولزا الحي، والتي تنفتح إلى مسام ضيقة على طول سطحه. وتم الاقتراح نظريًا بأن القنوات يمكن أن تكون مرتبطة بالتغذية والنظام الممثل لتصفية المزيج المعلق والكائنات الدقيقة من المياه.[2]
- ووفقا للرأي الثاني، فإن الأخاديد هي نسيج الإغاثة لسطح الجسم أثناء حياة الحيوان. وقد تم بالفعل قبول هذا الرأي في الدراسات الحديثة.[1][2][3][4]

وتتراوح العينات الموصوفة من السولزا من 7.2 إلى 10.5 ملم في الطول وبعرض يتراوح من 5.3 إلى 8 ملم. ويظهر بمعظم العينات تشوه طفيف، ولكنه يحافظ على الشكل البيضوي الأساسي مما يعني أن السولزا كان لديه بعض الصلابة.

## السلوك
بما أن السولزا كان كائنًا منحنيًا ثنائي التماثل، فمن المرجح أن يكون من الحيوانات المتنقلة. كما أنه كان قادرًا في حال الضرورة بطريقة ما على الالتصاق بالطبقة السفلية. وتظل البقايا الأحفورية للسولزا مشابهة لمحارة رضفية الشكل وغير ممعدنة.